# Eva Berberian
 (juin 2021).
Si vous disposez d'ouvrages ou d'articles de référence ou si vous connaissez des sites web de qualité traitant du thème abordé ici, merci de compléter l'article en donnant les références utiles à sa vérifiabilité et en les liant à la section « Notes et références ».
Pour les articles homonymes, voir Berberian.
Eva Berberian est une animatrice de télévision, mannequin, actrice, styliste, disc jockey, peintre, photographe et essentiellement auteure-compositrice-interprète française d'origine paternelle arménienne née le 13 octobre 1986 à Issy-les-Moulineaux (Hauts-de-Seine).

## Biographie
Eva Marie Annoushik Berberian naît d'un père arménien et d'une mère française. Elle a une petite sœur. Elle grandit à Rueil-Malmaison, où elle est membre des Scouts unitaires de France.
À seize ans, elle arrête ses études et quitte son domicile familial, déterminée à trouver sa voie, autrement que traditionnellement. Elle débute dans la restauration, comme serveuse, puis enchaîne avec le mannequinat, en tant que modèle pour des éditoriaux et des campagnes publicitaire.
En 2005, elle participe à la première saison de l'émission Top Model sur M6 et elle est la figure du billboard de Star Academy pour Hollywood Chewing Gum.
En 2006, elle joue dans un épisode de la 11e saison de la série télévisée française Sous le soleil, diffusée sur TF1, produite par Marathon Média. Elle participe aussi a plusieurs publicités télévisées et dans la presse, notamment pour Von Dutch en affichage publicitaire et pour Dim dans la presse magazine.
En 2007, elle est recrutée par M6 où elle présente la Météo ainsi que La Route en Direct pendant un an.
En 2008, elle apparaît dans le clip d'Hardrox Feel the Hard Rock du major du disque EMI dans le rôle d'une policière. Pour promouvoir des artistes sur scène, elle organise avec la comédienne française Kym Thiriot une scène libre : Madam fait sa crise à la discothèque parisienne Le Madam.
En 2010, elle fait une exposition de ses peintures abstraites au restaurant Le Darling's à Paris.
De 2010 à 2014, elle écrit les paroles et compose la musique d'une trentaine de chansons sur l'amour et l'interrogation qu'elle interprète au piano dans des lieux culturels, comme l'UGAB Jeunes de Paris, au club Mezzo Classic House à Erevan ou dans des brasseries parisiennes. Elle fait la deejay sous le nom de DJ Eva dans des lieux publics de Paris comme le restaurant La Petite Maison de Nicole de l'Hôtel Fouquet's Barrière et les établissements de Gilbert Costes. Elle fait aussi du bénévolat en animant l'atelier musique de l'Association Notre-Dame à Neuilly-sur-Seine, qui accueille des personnes en situation de handicap moteur et qui est présidée par Alix de Foresta.
En 2013, elle crée une marque de prêt-à-porter pour hommes et femmes qu'elle appelle Saint Eve. Elle l'expose en 2015 à la rue de Turenne.
En 2016, elle se lance dans la photographie à message en créant Dare Love.
En 2019, elle se produit au cabaret des Trois Mailletz.

## Filmographie
- 2006 : Sous le soleil, épisode 23 : Les racines du mal sur TF1

### Clip vidéo
- 2008 : Feel the Hard Rock de EMI

### Publicité
- 2005 : Hollywood Chewing Gum - Billboard Star Academy

## Émissions de télévision
- 2005 : Top Model sur M6
- 2007-2008 : Météo sur M6
- 2007-2008 : La Route en Direct sur M6

## Publicité affiche
- 2006 : Von Dutch - Pub